# Col legno

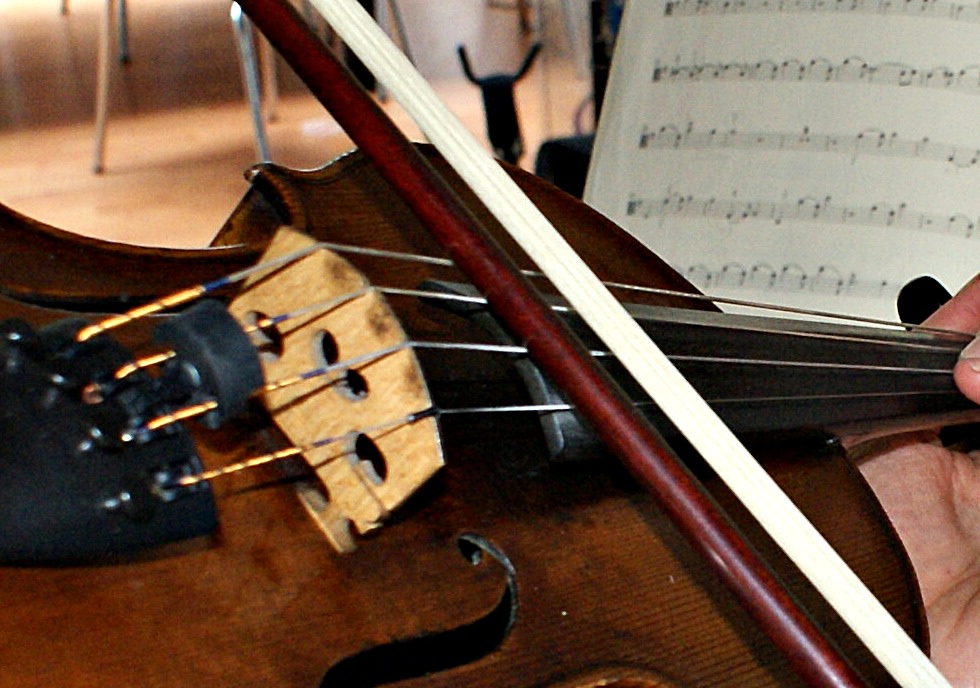
Un alto joué col legno.

Dans la musique pour instruments à cordes frottées, col legno, ou plus précisément col legno battuto (prononciation italienne: [kɔl ˈleɲɲo batˈtuːto], en italien pour "frapper avec le bois"), est une indication pour attaquer la corde avec le bois de l'archet, plutôt qu'avec les crins de l'archet posés sur les cordes.

La première utilisation connue de l'indication col legno dans la musique occidentale se trouve dans une pièce intitulée Harke, Harke, dans la première partie des Ayres de Tobias Hume, où il indique au gambiste « drum this with the backe of your bow ». Un exemple plus récent peut être trouvé dans le mouvement final du concerto pour piano no 2 de Frédéric Chopin. Cet exemple a précédé une utilisation plus célèbre dans le Songe d'une nuit de sabbat, le dernier mouvement de la Symphonie fantastique de Berlioz. On la trouve également dans le premier mouvement « Mars, celui qui apporte la guerre »  des Planètes de Holst, le premier mouvement de la Symphonie no 2 de Mahler, et Une nuit sur le mont Chauve de Moussorgski. Un autre exemple est trouvé dans la Symphonie no 7 de Chostakovitch. Un autre excellent exemple est la danse mexicaine de Billy the Kid d'Aaron Copland, où le col legno procure une sensation de danse joyeuse à la musique. Le son de percussion du col legno battuto comporte un élément de hauteur bien déterminée par la distance de l'archet du chevalet au point de contact. Comme un groupe d'instrumentistes ne frappe jamais la corde exactement au même endroit, le son d'une section de violons col legno battuto est radicalement différent du son d'un violon seul.
Le bois de l'archet peut également être frotté en travers de la corde ; la technique se dit alors col legno tratto. Cela est beaucoup moins fréquent, et l'indication col legno est invariablement interprétée comme signifiant battuto plutôt que tratto. Le son produit par le col legno tratto est très faible, avec une superposition de bruit blanc, mais la hauteur de la note peut être clairement entendue. Si le son est trop faible, l'archet peut être légèrement penché de sorte que quelques crins touchent la corde ainsi, conduisant à un son un peu moins "aéré". Col legno tratto est utilisé dans les premier et troisième mouvements de Quatre Pièces pour violon et piano de Webern, ainsi que dans l'ouverture de la deuxième scène de l'opéra de Berg Wozzeck.
Certains instrumentistes s'opposent à jouer col legno, car cela peut endommager l'archet. Beaucoup d'instrumentistes ont un archet moins cher qu'ils utilisent pour les passages col legno, ou pour des pièces qui nécessitent des passages prolongés de col legno. Certains frappent les cordes avec des crayons au lieu d'archets, produisant une nouvelle percussion et un son plus léger.